# 유다이아 속주
유다이아 속주(라틴어: Provincia Iudaea 프로빈키아 유다이아[*]) 또는 유대 속주는 오늘날 이스라엘에 위치하던 속주이다. 헤로데 사두정치가 종료된 후 유다, 사마리아, 에돔 지역을 통합하여 세워졌다. 헤로데 아르켈라오스의 왕국에서 따온 이름이었으나, 속주는 훨씬 더 넓은 영토를 아우르고 있었다. 유다이아라는 이름은 기원전 6세기 유다 왕국에서 유래되었다.
역사학자 요세푸스에 따르면 헤로데 아르켈라우스가 퇴위한 직후 유다는 로마 속주로 변했고, 그 기간 동안 로마인 검열관은 사형으로 처벌할 권한을 부여받았다. 세금도 로마에 의해 과세되기 시작했다. 유대이아 속주는 퀴리니우스 인구조사(Census of Quirinius), 예수의 십자가 30-33CE(Crucifixion of Jesus) 기간 동안 건국 당시 소요의 현장이었으며, 유대-로마 전쟁으로 알려진 몇 번의 전쟁이 존재 기간 동안 벌어졌다. 제2차 예루살렘 신전은 제1차 유대-로마 전쟁이 끝날 무렵인 70년에 로마인들에 의해 파괴되었고, 피쿠스 유다이쿠스가 설치되었다. 바르 코크바 반란(132~135년) 이후, 로마 황제 하드리아누스는 이 지방의 이름을 시리아 팔레스티나로, 예루살렘의 도시 이름을 아일리아 카피티나로 변경했는데, 특정 학자들은 유대인들을 본국으로부터 분리시키려는 시도라고 결론짓는다.